# المهولت
شهر المهولت (به سوئدی: Älmhult) در ناحیه شهری المهولت در کشور سوئد واقع شده‌است. جمعیت این شهر ۱۰۱۰٫۲۵  نفر است.